# Peter Rouw
Peter Rouw (jun.) (* 17. April 1771; † 9. Dezember 1852 in Pentonville, England) war ein Bildhauer aus der flämischen Künstlerfamilie Rouw, der in London lebte und arbeitete.

## Leben

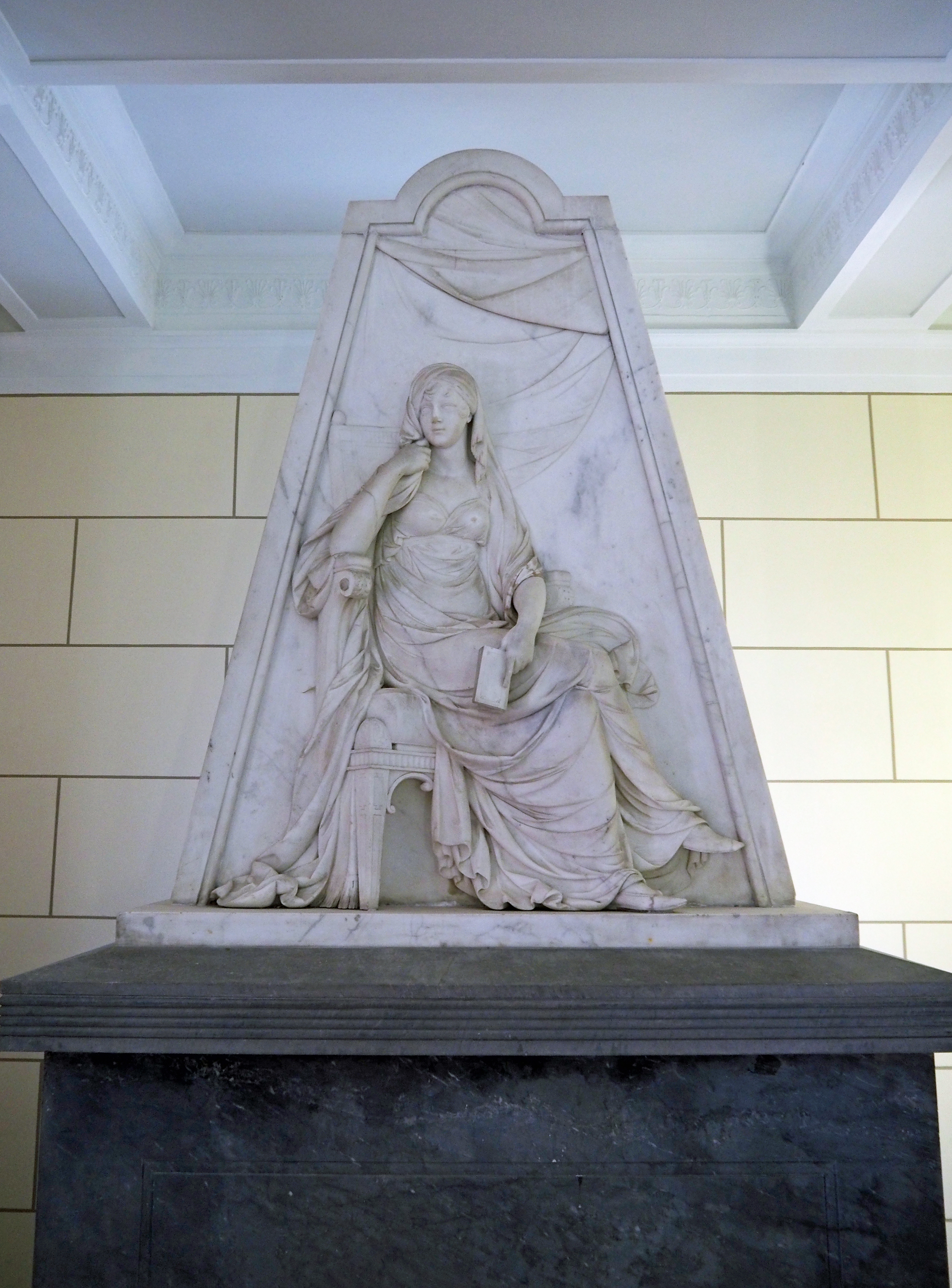
Relief der Prinzessin Helena Pawlowna im Helenen-Paulownen-Mausoleum im Schlosspark Ludwigslust.

Rouw war der Sohn des flämischen Bildhauers Peter Rouw († wohl 1807) und ein Enkel des Wachsmodellierers Percy Rouw, der für Georg III. tätig war. 1795 stellte er erstmals gemeinsam mit seinem Vater in der Royal Academy of Arts aus und signierte zur Unterscheidung P. Rouw junr. Die Werke von Vater und Sohn ähneln sich in Ausführung und Stil, was die Zuschreibung im Einzelfall erschweren kann. Seine in Wachs und weißem Marmor gearbeiteten Porträtmedaillons machten ihn in London zu einem gefragten Künstler seines Fachs. 1807 wurde er zum Modeller of gems and Cameos des Prinzregenten und späteren englischen Königs Georg IV. ernannt. Arbeiten Rouws befinden sich in der National Portrait Gallery (London) und im Victoria and Albert Museum. Daneben schuf er auch monumentale Reliefs und Grabmale. In Deutschland befindet sich sein Relief der 1803 verstorbenen mecklenburgischen Prinzessin Helena Pawlowna im Helenen-Paulownen-Mausoleum im Schlosspark Ludwigslust.
Der Maler und Bildhauer Henry Rouw junr. (1780–1855) war sein Bruder.